# جيلي غوس
جيلي غوس (بالهولندية: Jelle Goes)‏ هو مدرب كرة قدم ولاعب كرة قدم هولندي في مركز الدفاع، ولد في 26 مارس 1970 في هيلفرسوم في هولندا. لعب مع SV Huizen ‏.

## وصلات خارجية
- جيلي غوس على موقع قاعدة بيانات كرة القدم.إي يو (الإنجليزية)
- جيلي غوس على موقع Soccerway.com (الإنجليزية)
- جيلي غوس على موقع عالم كرة القدم.نت (الإنجليزية)